# Gottlob Frick
Gottlob Frick  (Ölbronn, 28 de julho de 1906 - Mühlacker, 18 de agosto de 1994) foi um baixo alemão, especializado em ópera. Celebrizou-se por um amplo repertório, que incluía papéis em obras de Wagner e Mozart, assim como nas de Nicolai e Lortzing.

## Carreira
Um dos professores de Frick foi Fritz Windgassen, pai e também professor do célebre contemporâneo de Frick, Wolfgang Windgassen.
Participou do coro da ópera estatal de Stuttgart entre 1927 e 1934. Seu primeiro papel como solista foi em Coburgo, em 1934, em seguida em Friburgo (1936) e Königsberg (1938), onde foi visto por Karl Böhm e contratado para a Ópera Estatal de Dresden, que seria a sua base pela próxima década. Em 1950 mudou-se para a Ópera Alemã de Berlim, e sua carreira internacional o levou às maiores casas de ópera da Europa.
Sua voz, reconhecível instantaneamente por seu timbre escuro, tenebroso, quase reptiliano, foi descrita por Wilhelm Furtwängler como 'o mais negro baixo da Alemanha' (der schwärzeste Bass in Deutschland), e compensava o fato de ter menos potência do que outros como Josef Greindl, Ludwig Weber e Kurt Boehme.
Os papéis pelo qual Frick se tornou conhecido foram Osmin, do Rapto do Serralho, Sarastro, na Flauta Mágica, o Commendatore em Don Giovanni, Kaspar em Der Freischütz, Rocco em Fidelio, Filipe II em Don Carlos e os baixos das principais óperas de Wagner. Frick também se apresentou em operetas, frequentemente em companhia de Fritz Wunderlich. Talvez surpreendentemente ele tenha evitado o papel do Barão Ochs, de Richard Strauss, que já se teria sugerido ser ideal para ele.
Aposentou-se dos palcos em 1970, embora algumas de suas gravações mais significativas (por exemplo, sua interpretação de Gurnemanz no Parsifal de Georg Solti) datem daquele mesmo ano.

## Gravações
Entre as gravações mais notórias de Frick está a sua interpretação de Osmin (O Rapto do Serralho) com sir Thomas Beecham, Sarastro (A Flauta Mágica) e Rocco (Fidelio) com Otto Klemperer, o Eremita em Der Freischütz, de Weber, regida por Joseph Keilberth, e Hunding, Hagen e Gurnemanz com sir Georg Solti.